# Me&My
Me & My（ミー・アンド・マイ）は、デンマーク出身の姉妹アイドルデュオ。1995年のデビュー・シングル『Dub-I-Dub』は世界中で100万枚、デビュー・アルバム『Me＆My』は200万枚以上を売り上げた。

## メンバー
- パーニル・ジョージィ（Pernille Georgi 1974年7月24日 - ）姉
- スザンヌ・ジョージィ（Susanne Georgi 1976年7月27日 - ）妹 アンドラ公国在住

## 来歴・人物
1988年に「スーパー・シスターズ (SuPer Sisters)」として結成。
看護婦、バニーガール等のコスプレイメージが話題になり、デビューアルバム『Me & My』（邦題：『ドゥビ・ドゥビ』）は日本でも150万枚を売り上げた。オリコン洋楽アルバムチャートでは1996年3月4日付で1位を獲得した。1996年には来日し、同年放映のメナード化粧品「ワンタッチリップスティック」のCMや5月にはミュージックステーションにも出演している。ライブや音楽番組などでは、口パクで歌うことがほとんどであった。

## ディスコグラフィ

### アルバム
- Me & My（1995年）
- Let the Love Go On（1999年）
- Fly High（2001年）
- The Ultimate Collection（2007年）

### シングル
- Baby Boy（1995年）
- Dub-I-Dub（1995年）
- Lion Eddie（1996年）
- Touch Of Your Love（1996年・日本限定）
- Waiting（1996年）
- Let the Love Go On（1999年）
- Loving You（1999年）
- Every Single Day（1999年）
- So Many Men（2000年）
- Fly High（2000年）
- Sleeping My Day Away（2001年）
- La La Superstar（2001年）
- Too Much Christmas（2007年）

### コラボレーション
- Te Quiero（Nicoleとのコラボレーション・2002年）

## 出演
- ミュージックステーション(テレビ朝日)：1996年5月3日

## 他のアーティストによるカバー
- Baby Boy
  - 「恋のターゲット・ボーイ」(THE PINK HOPS) - 『爆走兄弟レッツ&ゴー!!』第1期アニメ中盤(26話 - 39話)エンディングテーマ。